# Trichopelma laselva
Trichopelma laselva là một loài nhện trong họ Barychelidae. Loài này phân bố ờ Costa Rica.